# Kelch (Schiff, 1936)
Kelch war der erste Name eines Berliner Fahrgastschiffes, das mittlerweile (Stand: März 2022) unter dem Namen Pinguin fährt.

## Geschichte
Das Schiff wurde 1936 unter der Baunummer 69 auf der Riedel-Werft in Fürstenberg/Havel oder Fürstenberg (Oder) für die Reederei Richard Kelch in Woltersdorf gebaut, kam aber wohl erst 1937 in Fahrt. Es war zunächst mit einem Gasmotor ausgestattet und für die Beförderung von 170 Personen zugelassen. Kurt Groggert bezeichnet diesen Antrieb als eine „technische Neuerung von zeitbedingter, unguter Vorbedeutung.“ Die Kelch sei das erste Fahrgastschiff mit Gas-Generator gewesen. Holzkohle oder ein Gemisch aus Buchenholzkohle und Steinkohlenschwelkoks oder Torfkoks wurden in einem Generator der Hansa-Gasgeneratoren GmbH vergast und trieben dann einen 80-PS-Daimler-Motor an. Eine Probefahrt mit diesem Antrieb habe am 8. Oktober 1937 stattgefunden. Das Schiff war damals 30,16 Meter lang und 4,92 Meter breit.
Im Jahr 1939 fuhr es laut Uwe Giesler unter dem Namen Stolzenfels für Katharina Kelch & Erben mit einem 80-PS-Dieselmotor. Groggert erläutert den Namenswechsel: Als die Kelch gebaut worden sei, habe die Reederei noch ein Schiff namens Löcknitz besessen, die 1916 gebaute ehemalige Komet. 1939 sei diese Löcknitz an die Reederei Bade in Joachimsthal am Werbellinsee verkauft worden. Daraufhin habe man sein neues Schiff Kelch in Stolzenfels umgetauft und sein bisheriges Schiff dieses Namens zu einer neuen Löcknitz gemacht.
In der Nachkriegszeit war die Zahl der zulässigen Fahrgäste auf 281 angestiegen. Das Schiff hatte mittlerweile offenbar einen anderen Motor erhalten, denn Uwe Giesler nennt für 1946 eine Maschinenleistung von 150 PS. 1949 erhielt das Schiff die Nationale Schiffskennung 3-050 und kam unter dem VEB DSU nach Stralsund. 1957 kehrte das Schiff, das nach wie vor den Namen Stolzenfels trug, nach Berlin zurück. Es gehörte nun dem VEB Weisse Flotte und trug die Schiffskennung P-144. Für 1960 gibt Giesler in seiner Schiffsdatenbank den Maschinentyp 6 NVD 24, nach wie vor bei 150 PS, an. Die Fahrgastzahl war jetzt auf höchstens 210 beschränkt. Laut Groggert erfolgte 1960/61 ein Umbau, bei dem das Schiff ein Sonnendeck und erhöhte Aufbauten im vorderen Teil erhielt, vergleichbar den Schiffen Friedenswacht und Seebad Templin im Osten bzw. Condor und Berolina (später Neptun) im Westen.
1965 wurde das Schiff ohne sonstige Veränderungen auf Alexander Futran umgetauft.
Nach der Wende erhielt das Schiff 1991 den Namen Stolzenfels zurück und bekam die ENI-Nummer [0]5602620. Es fuhr nun für die Stern und Kreisschiffahrt.
1998 wurde aus der Stolzenfels die Pinguin der Reederei Grimm & Lindecke. Das Schiff war nun in Hennigsdorf registriert und für 208 Fahrgäste zugelassen. Nach einem Umbau 2001 war die Pinguin laut Giesler genau 30 Meter lang, 5 Meter breit und für 205 Fahrgäste zugelassen. Sie hatte nach wie vor einen Tiefgang von 1,27 Metern. Giesler gibt auch für 2008 unveränderte Maße und die Zulassung für 205 Fahrgäste an. Anders Dieter und Helga Schubert im Jahr 2007. Bei ihnen ist zu lesen: „Die Reederei Spree & Havelschiffahrt [sic!] Grimm & Lindecke entwickelte sich zielstrebig. Ihr gehören heute vier Schiffe, deren Vogelnamen alle mit P anfangen [...] Ein nötiger Umbau [der Pinguin] erfolgte auf der Werft in Malz.“ Das Schiff sei seitdem 30,36 Meter lang, 4,92 Meter breit und für 75 Personen zugelassen. Im Jahr 2000 hatte Dieter Schubert das Schiff noch unter dem Namen Stolzenfels geführt und angegeben, es sei für 181 Fahrgäste zugelassen. Seit 2022 wird das Schiff von der Reederei Apelt Eventschiffahrt für Spreeaktiv.de betrieben.